# Триумфальная арка (Курск)
Триумфальная арка — архитектурная достопримечательность города Курска.

## Описание
Находится на въезде в город, на ул. Карла Маркса, 104, на северном въезде в город. Строение является центральным объектом мемориального комплекса «Курская дуга».
Строительство начато в 1995 году, в губернаторство А. В. Руцкого. В конце апреля 1998 года начались строительные работы. Достроена в 2000 году, и тогда же состоялось её торжественное открытие.